# Роман, Беатрис
Беатрис Роман (фр. Béatrice Romand; р. 16 апреля 1952, Биркадем, Алжир) — французская актриса.

## Биография
Происходит из семьи французских колонистов в Алжире. Репатриировалась в 1961 году, в возрасте восьми лет, ещё до капитуляции Франции в Алжирской войне. Изучала классический танец, искусство и фотографию в Париже. Как киноактриса впервые снялась в 1968 году в фильме «Майерлинг» (в титрах не указана), затем в 1970 в двух сериях популярного мини-сериала «Морегар».
В том же 1970 году 18-летняя актриса сыграла одну из главных ролей в фильме Эрика Ромера «Колено Клер», что принесло ей большую известность и сделало, по выражению одного критика, «символом, дискутивным и сексуальным», для интеллектуальной молодежи того времени. За роль Лоры она была награждена Арт-клубом Нью-Йорка призом, как самая многообещающая актриса.
В дальнейшем Роман снималась в различных кино- и телефильмах, в том числе у Джозефа Лоузи, Клода Берри, Клода Фаральдо, Карло Лидзани и Роя Боултинга, но, в основном, стала известна, как одна из так называемых «ромеровских» актрис, и единственная, игравшая в фильмах всех трех циклов Эрика Ромера.
За роль Сабины в картине «Выгодная партия» получила на Венецианском кинофестивале 1982 года премию Золой Феникс. Последнюю роль у Ромера сыграла в 1998 году в фильме «Осенняя сказка». Совместное интервью с исполнительницей другой главной роли — «В компании женщин: Встреча с Беатрис Роман и Мари Ривьер» (En compagnie des femmes: rencontre avec Béatrice Romand et Marie Rivière) было опубликовано в № 527 Les Cahiers du cinéma.

## Фильмография

### Кино
- 1968 — Майерлинг / Mayerling
- 1970 — Колено Клер / Le Genou de Claire — Лора
- 1972 — Любовь после полудня / L'Amour l'après-midi — воображаемая девушка
- 1972 — Секс-шоп / Sex-shop — Карин
- 1973 — Танрок / Themroc — сестра Танрока
- 1974 — Жестокие битвы на мягких постелях / Soft Beds, Hard Battles — Мари-Клод
- 1974 — Дженифер / Jennifer (к/м)
- 1975 — Романтичная англичанка / The Romantic Englishwoman — Катрин
- 1976 — Карьеристка / L'Arriviste — сестра Алисии
- 1976 — Последний 55-й / Le Dernier 55 (к/м)
- 1977 — Затемнение / Black-Out — девушка из турецкой бани
- 1977 — Жозиана и мужчины / Josiane et les hommes — Жозиана
- 1982 — Дом с жёлтым ковром / La Casa del tappeto giallo — Франка
- 1982 — Выгодная партия / Le Beau Mariage — Сабина
- 1984 — Париж, глазами... 20 лет спустя / Paris vu par... 20 ans après — вдова
- 1985 — Розетта торгует розами / Rosette vend des roses (к/м)
- 1985 — Синематон № 527 / Cinématon № 527 (д/ф) — играет себя
- 1986 — Зелёный луч / Le Rayon vert — Беатриса
- 1986 — Синематон № 764 / Cinématon № 764 (д/ф) — играет себя
- 1986 — Пара № 13 / Couple № 13
- 1987 — Четыре приключения Ренетт и Мирабель / 4 aventures de Reinette et Mirabelle — инспектриса
- 1988 — Разве кто-то умеет целоваться внутри? / Qu'est-ce qui sait embrasser là-dedans? (к/м) — Летиция
- 1998 — Осенняя сказка / Conte d'automne — Магали
- 2005 — Тайные сказки, или Ромеровцы / Les contes secrets ou les Rohmériens (д/ф) — играет себя
- 2006 — Моя мать / Ma Mère (д/ф) — играет себя
- 2008 — Синематон № 2215 / Cinématon № 2215
- 2009 — Заклеймённый / Stigmatize (к/м) — Пьеретта д'Арсонваль
- 2011 — Гитлер Голливуду / HH, Hitler à Hollywood

### Телевидение
- 1970 — Морегар / Mauregard (мини-сериал) — юная Софи
- 1972 — Дьявольская лужа / La Mare au diable (телефильм)
- 1972 — Семья Тибо / Les Thibault (мини-сериал) — Гиза
- 1974 — Граф Йостер честь имеет / Graf Yoster gibt sich die Ehre (телесериал) — Шарли
- 1984 — Книжка / Agenda (телефильм) — Ирен
- 1985 — Рабыня и фараон / Esclave et Pharaon (телефильм)
- 1996 — Королевская аллея / L'Allée du roi (телефильм) — дофина Баварская

### Режиссёр
- 1988 — Разве кто-то умеет целоваться внутри? / Qu'est-ce qui sait embrasser là-dedans? (к/м)
- 1993 — Ожидание невесты / La Fiancée attendue (к/м)
- 2006 — Моя мать / Ma Mère (д/ф)
- 2010 — Дома / Maisons (к/м)